# Alfredo Lim

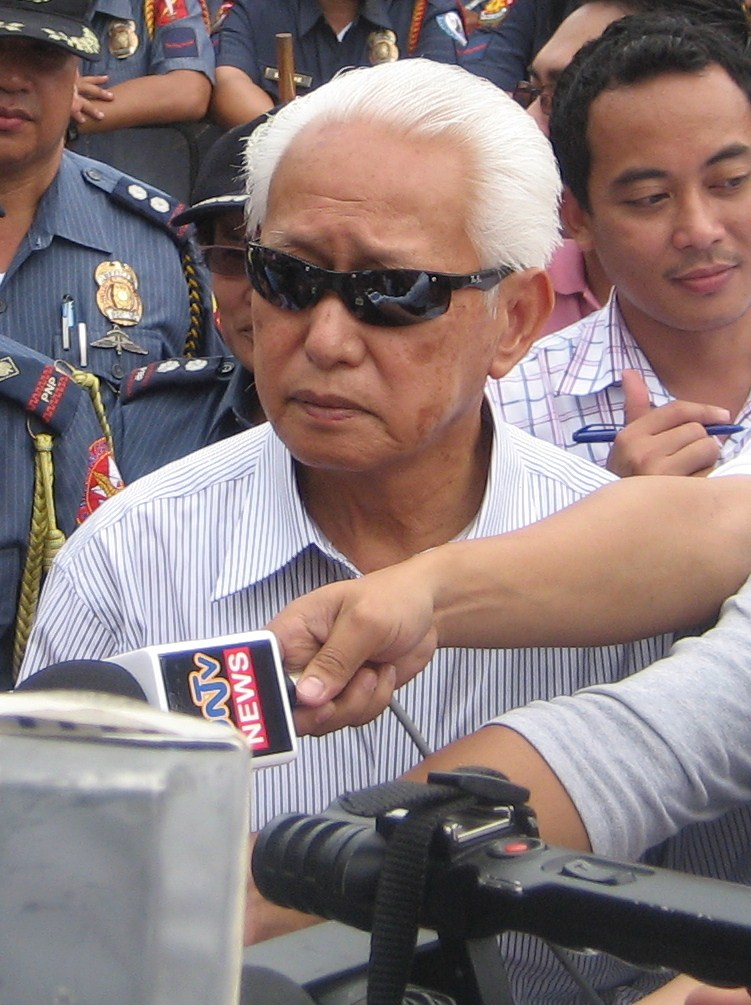
Alfredo Lim, 2008

Alfredo Siojo Lim (* 21. Dezember 1929 in Manila; † 8. August 2020 ebenda) war von 2007 bis 2013 Bürgermeister von Manila. Davor hatte er dieses Amt bereits von 1992 bis 1998 inne. Sein Spitzname war „Dirty Harry“.
Sein Studium an der University of the East beendete Lim 1951 mit dem Abschluss Bachelor of Business Administration. Im Anschluss daran begann er seine Berufslaufbahn im Polizeidienst von Manila zunächst als Streifenpolizist. In den folgenden Jahren wurde er mehrmals befördert, bis er schließlich zum Polizeichef (Police Major General) ernannt wurde. Neben seiner Tätigkeit im Polizeidienst studierte Lim zwischenzeitlich abermals an der University of the East und schloss mit dem Abschluss Bachelor of Laws ab. 1981 folgte ein weiteres Studium zum Master in National Security Administration. Er schied am 21. Dezember 1989 aus dem Polizeidienst auf und wurde tags darauf zum Leiter des National Bureau of Investigation (NBI) ernannt, die dem philippinischen Justizministerium unterstellte nationale Ermittlungsbehörde.
Mit seiner Wahl zum Bürgermeister von Manila im Jahr 1992 wechselte Lim in die Politik. 1995 wurde er wiedergewählt und hatte das Bürgermeisteramt zunächst bis 1998 inne. In den Jahren 2004 bis 2007 war er Abgeordneter des philippinischen Senats, bevor er 2007 erneut zum Bürgermeister von Manila gewählt wurde. Eine seiner ersten Amtshandlungen in seiner dritten Amtszeit (2007 bis 2010) war die Wiederfreigabe der Avenida Rizal für den Verkehr, die von seinem Vorgänger als verkehrsberuhigte Zone eingerichtet worden war.
Alfredo Lim war Mitglied der Liberalen Partei. Sein politischer Wahlspruch lautete The Law applies to all, otherwise none at all (dt. etwa „Das Gesetz gilt für Alle, andernfalls für Niemanden“). Diesem Motto folgend verkündete Lim 2008 nach der wegen eines Drogendelikts erfolgten Verhaftung seines Sohnes Manuel, dass er keinen Finger rühren werde, um ihm zu helfen.
Er starb am 8. August 2020 im Alter von 90 Jahren an COVID-19.